# مطلق الجاسر
مُطلَق الجاسِر (وُلد 1403هـ / 1983م) باحث ومفكر إسلامي كويتي، وداعية وخطيب. مهتم بالسياسة الشرعية والفقه المقارن، والردِّ على الليبرالية والعَلمانية، والذبِّ عن دين الإسلام بالردِّ على الشُّبهات. وله العديد من المؤلفات والبحوث المنشورة، والتحقيقات والكتب المطبوعة.

## سيرته
وُلد أبو عبد الله، مُطلَق بن جاسِر بن مُطلَق بن فارِس الجاسِر، في 2 رمضان 1403هـ الموافق 13 يونيو 1983م، لأسرة تنتمي إلى العضدان من الجلال من الصقور من قبيلة عنزة.    
حصل على بكالوريوس في الشريعة من كلية الشريعة في جامعة الكويت بتقدير امتياز مع مرتبة الشرف عام 2005، ثم على شهادة ماجستير في الشريعة، والرسالة بعنوان: "صكوك الإجارة وأحكامها في الفقه الإسلامي، دراسة مقارنة بالاقتصاد الإسلامي"، من جامعة القاهرة بتقدير امتياز عام 2008. وعلى شهادة دكتوراه في الاقتصاد الإسلامي، وعنوان أطروحته: "نظرية تغير الفتوى وتطبيقاتها في فقه الصيرفة الإسلامية"، من جامعة اليرموك عام 2014.
عمل عضوًا في هيئة التدريس بقسم الفقه المقارن والسياسة الشرعية في كلية الشريعة والدراسات الإسلامية في جامعة الكويت، وعمل مراقبًا شرعيًا في بنك التمويل الكويتي بين عامي 2005  و2010. وهو العميد المساعد للشؤون الطلابية في كلية الشريعة والدراسات الإسلامية في الكويت ما بين 2018 و2022، وإمام وخطيب في وِزارة الأوقاف والشؤون الإسلامية.

## شيوخه
أخذ العلم عن عددٍ من العلماء خارج دراسته الجامعية، منهم:
1. الشيخ عبد الله بن عبد العزيز بن عقيل (السعودية).
2. الشيخ عبد الله بن صالح الفوزان (السعودية).
3. الشيخ عدنان بن سالم النهام (الكويت).
4. الشيخ خالد بن علي المشيقح (السعودية).
5. الشيخ محمد المختار بن محمد الأمين الشنقيطي (السعودية).
6. الشيخ عبد الله بن محمد الأمين الشنقيطي (السعودية).
7. الشيخ محمد بن عبد الرحمن آل إسماعيل (السعودية).
8. الشيخ خالد بن مطلق الحربي (الكويت).
9. الشيخ سعد بن ناصر الشثري (السعودية).
10. الشيخ وليد بن عبد الله المنيّس (الكويت).
11. الشيخ حسنين محمود حسنين (مصر).
12. الشيخ حسين بن عبد الله العلي (سوريا).

## إجازاته
1. الشيخ عبد الوكيل بن عبد الحق الهاشمي (الهند).
2. الشيخ ثناء الله بن عيسى خان المدني (باكستان).
3. الشيخ عبد الله بن عبد العزيز بن عقيل (السعودية).
4. الشيخ محمد فوزي فيض الله (سوريا).
5. الشيخ شعيب الأرنؤوط (سوريا).
6. الشيخ محمد أمين سراج (تركيا).
7. الشيخ محمد بن إسماعيل العمراني (مفتي اليمن).
8. الشيخ عبد الله بن حمود التويجري (السعودية).
9. الشيخ عبد الرحمن بن عبد الحي الكتاني (المغرب).
10. الشيخ محمد إسرائيل الندوي (الهند).
11. الشيخ محمود العتوم الجرشي (الأردن).
12. الدكتور بشار عواد معروف (العراق).
13. الشيخ محمود شكور مرير المياديني (سوريا).
14. الشيخ مشعان بن زايد الحارثي (السعودية).
15. الشيخ أحمد بن أبي بكر الحبشي (السعودية).
16. الشيخ محمد مطيع الحافظ (سوريا).
17. الشيخ عبد الله بن صالح العبيد (السعودية).
18. الشيخ مصطفى بن أحمد القُديمي (اليمن).
19. الشيخ نظام يعقوبي (البحرين).
20. الشيخ محمد بن ناصر العجمي (الكويت).
21. الشيخ ظهير الدين الأثري الرحماني (الهند). وغيرهم.[3]

## خدمة غيث
قدَّمَ مطلق الجاسر خدمة «غيث» التابعة لمركز بيِّنات للرد على الشبهات حول الإسلام بسرية تامة من خلال فريق من الباحثين يشرف عليه. وباستطاعة السائل طلب جلسة حوارية مباشرة.

## مؤلفاته
1. كتاب “نظرية تغير الفتوى وتطبيقاتها في فقه الصيرفة الإسلامية”، وهي رسالة الدكتوراه، طُبعت سنة 2017م.
2. كتاب “المدخل إلى المعاملات المالية الإسلامية المعاصرة”. طُبع في بيت التمويل الكويتي، الطبعة الأولى، سنة 2009م.
3. كتاب “فصولٌ مختصرة في فقه المعاملات المالية المعاصرة”. بالاشتراك مع الدكتور: عدنان الملا. الطبعة الأولى، 2013م.
4. كتاب “النقود والمصارف في الشريعة الإسلامية”.
5. رسالة ” سُنن مهجورة “طُبعت في دار غراس للنشر والتوزيع، الكويت، الطبعة الأولى، سنة 2005م. وطُبعت الطبعة الثانية في دار الجديد النافع للنشر والتوزيع، الكويت، سنة 2010م. تُرجمت إلى اللغة الإنجليزية.
6. رسالة ” كيف يكون الدعاء مستجاباً ؟ “. راجعه وقدم له الشيخ أبو بكر جابر الجزائري المدرّس بالمسجد النبوي. طُبعت في سلسلة العلامتين، الكويت، الطبعة الأولى، 2006م طُبعت في دار غراس، الكويت، الطبعة الثانية، 2008م تُرجم إلى اللغة الأردية.
7. رسالة ” زاد المسلم من العلم النافع “، طبع دار الجديد النافع، الكويت، الطبعة الأولى 2014م.
8. ” الحاشية الحنبلية على الورقات لإمام الحرمين “، طبع عدة طبعات.
9. كتاب “ترياق” طبع سنة 2020م.[5]

## تحقيقاته
1. عُمدة الطالب لنيل المآرب في الفقه على مذهب الإمام أحمد بن حنبل. للشيخ منصور بن يونس البهوتي (ت:1051هـ) تحقيق على أربع نسخ خطيّة. قَدّم له الشيخ: محمد بن عبد الرحمن آل إسماعيل. والشيخ: عدنان بن سالم النهّام. طُبع الطبعة الأولى سنة 2010م، والطبعة الثانية سنة 2016م، والطبعة الثالثة 2018م.
2. التذكرة في علوم الحديث، للإمام سراج الدين المشهور بابن الملقّن (ت: 804هـ) -تحقيق على ثلاث نُسخٍ خطية-.
3. التحفة الزينية شرح البيقونية، للشيخ زين الصيّاد المرصفي (ت:1300هـ).
4. شرح منظومة غرامي صحيح في مصطلح الحديث، للشيخ محمد الأمير الكبير (ت: 1232هـ).
5. نهج الرشاد في نظم الاعتقاد، للإمام جمال الدين السرمري الحنبلي (ت:776هـ).
6. نظم عقيدة أهل الأثر، لأبي الخطّاب الكلوذاني الحنبلي (ت:510هـ).
7. الورقات في أصول الفقه، لإمام الحرمين الجويني (ت:487هـ).
8. الشذرات الفاخرة نظم الورقات الناضرة، للشيخ عثمان بن سند (1242هـ).
9. نظم القواعد الفقهية، للشيخ عثمان بن سند (1242هـ).[5]

## عضوياته
1. عضو اللجنة العليا للرقابة الشرعية في البنك المركزي الكويتي.
2. عضو هيئة الفتوى والرقابة الشرعية لشركة عين للتأمين التعاوني.
3. عضو فريق إعداد الخطة الاستراتيجية في اللجنة الاقتصادية في اللجنة الاستشارية العليا للعمل على استكمال تطبيق أحكام الشريعة الإسلامية التابعة للديوان الأميري سنة 2017م.
4. عضو اللجنة العلمية لمركز تعزيز الوسطية في وزارة الأوقاف سنة 2016م.
5. عضو لجنة التحكيم في مسابقة الكويت الكبرى للوقف التابعة للأمانة العامة للأوقاف سنة 2017م[6]